# Виламовиц-Мёллендорф, Ульрих фон
Ульрих фон Виламовиц-Мёллендорф (нем. Ulrich von Wilamowitz-Moellendorff; 22 декабря 1848 года, Марковиц — 25 сентября 1931 года, Берлин) — крупный немецкий филолог-классик и историк античной культуры. Профессор, доктор философии (DPhil), профессор классической филологии Берлинского университета в 1897—1929 годах. Академик, почётный доктор.

## Биография
Ульрих фон Виламовиц-Мёллендорф родился в дворянской семье в родовом имении Марковиц в великопольской провинции Позен в Пруссии.
В 1862—1867 годах учился в престижной гимназии Шульпфорте. Затем получил высшее образование в 1867—1869 годах в Боннском и в 1869—1870 годах — в Берлинском университетах. Защитил докторскую диссертацию в 1870 году.
В 1870—1871 годах участвовал гренадером во Франко-прусской войне. В 1872—1874 гг. путешествовал по Италии и Греции.
Вернувшись в Германию, начал преподавание классической филологии: приват-доцент Берлинского университета (зимний семестр 1874/75 — зимний семестр 1875/76), профессор университетов: Грейфсвальда (летний семестр 1878 — летний семестр 1883), Гёттингена (зимний семестр 1883/84 — зимний семестр 1896/97), Берлина (летний семестр 1897 — летний семестр 1929).
Занимался общественной деятельностю, являлся видным и влиятельным деятелем Берлинской Академии наук.
Политически был принципиальным консерватором, был близок к германскому императорскому двору. В годы Первой мировой войны занимал ярко выраженную националистическую позицию, участвовал в составлении и подписании общественных манифестов в защиту германской политики. В последующем для него характерны неприятие ноябрьской революции 1918 г. и ностальгия по старому режиму.
Среди учеников Вилламовиц-Мёллендорфа был известный исследователь древней Иберии Адольф Шультен и др.
Был женат на старшей дочери знаменитого историка и филолога Теодора Моммзена Марии. Их дочь Доротея стала женой видного классика Фридриха Гиллер фон Гертрингена.

## Признание

### Членство в организациях
- 1873 — член-корреспондент Германского археологического института; 1891 — полноправный член; 1902 — член правления.
- 1891 — член-корреспондент Прусской академии наук; 1899 — полноправный член.
- 1892 — член-корреспондент Гёттингенской академии наук; 1894 — секретарь, 1897 — иностранный член, 1918 — почётный член.
- 1903 — иностранный член Национальной академии деи Линчеи в Риме.
- 1904 — член-корреспондент Баварской академии наук
- 1905 — член Академии надписей и изящной словесности (в 1915 исключён)
- 1907 — член-корреспондент Петербургской АН; 1929 — почётный член АН СССР.[6]
- 1907 — член-корреспондент Британской академии
- 1909 — член-корреспондент Норвежской академия наук
- 1909 — член-корреспондент Австрийской академия наук; 1922 — почётный член.
- 1910 — почётный доктор теологического факультета Университета Фридриха Вильгельма в Берлине.
- 1911 — почётный доктор философского факультета Университета Осло.
- 1911 — член Королевского научно-литературного общества в Гётеборге[нем.]
- 1912 — член Шведской королевской академии наук
- 1914 — член Королевского общества наук в Уппсале[нем.]
- 1921 — почётный член Научного общества в Лунде[швед.]
- 1924 — полноправный член Академии некоммерческих наук в Эрфурте[нем.]
- 1927 — почётный доктор философского факультета Женевского университета
- 1928 — почётный доктор медицинского факультета Грайфсвальдского университета
- Почётный член Общества содействия эллинистическим исследованиям[англ.]

### Награды
- Королевский орден Дома Гогенцоллернов рыцарский крест (1886, королевство Пруссия)
- Орден Красного орла 3-го класса (1893, королевство Пруссия)
- Орден Красного орла 2-го класса (1904, королевство Пруссия)
- Орден Максимилиана «За достижения в науке и искусстве» (1905 королевство Бавария)
- Орден «Pour le Mérite» в науке и искусстве (1908, королевство Пруссия)
- Орлиный щит Германской империи (1928, Германская империя)

## Труды
Осуществив комплексный синтез филологии и истории античной материальной культуры Виламовиц-Меллендорф сумел преодолеть образовавшийся застой в филологической науке. Он окончательно прервал сосредоточение центра внимания исследователей на классическом периоде античности, расширив область изучаемого классической филологией материала включением эпохи эллинизма. Составленная им «Книга для чтения на греческом языке» (т. 1—2, 1902) сыграла решающую роль в осуществлении реформы преподавания древних языков.
Практически в любой текст греческого автора Виламовиц-Меллендорф внёс свои исправления. Им заново обработаны тексты греческих лириков — Вакхилида, Пиндара и трагиков — Эсхила и Еврипида. Известны его издания Еврипида, Эсхила, тт. I—II, 1914; образцовый переводчик греческих трагиков. Он работал над изданием Платона, тт. I—II, Менандра и др.
«История греческой литературы» Виламовица-Меллендорфа (Die Griechische Literatur des Altertum, «Die Kultur d. Gegenwart», 1, 8) построена в плане культурно-исторической школы. Также дал своё объяснение происхождению трагедии. По его мнению, она возникла не непосредственно из культа Диониса, а прежде всего явилась результатом развития хоровой лирики, образовавшись из дифирамба.
Виламовиц опубликовал также несколько работ, специально посвященных науке классической филологии. Среди них выделяются два памфлета против Фридриха Ницше в связи с опубликованием его сочинения «Рождение трагедии» (1872 и 1873 гг.), общий очерк истории классической филологии (1921), а также книга воспоминаний, содержащая обстоятельные зарисовки из научной жизни (1928).

## Избранная библиография
- Homerische Untersuchungen, Berlin, 1884;
- Sappho und Simonides, Berlin, 1913;
- Die Ilias und Homer, Berlin, 1920;
- Griechische Verskunst, Berlin, 1921;
- Hellenistische Dichtung in der Zeit des Kallimachos, 2 Bde, Berlin, 1924;
- Bacchylides, Berlin-Weimar, s. a.